# Linia kolejowa Odessa Zastawa I – Odessa Główna
Linia kolejowa Odessa Zastawa I – Odessa Główna – linia kolejowa na Ukrainie łącząca stację Odessa Zastawa I ze stacją Odessa Główna. W całości położona jest w Odessie. Zarządzana jest przez Kolej Odeską (oddział ukraińskich kolei państwowych).
Linia na całej długości jest dwutorowa i zelektryfikowana.